# (7281) 1988 RX4
A (7281) 1988 RX4 a Naprendszer kisbolygóövében található aszteroida. Henri Debehogne fedezte fel 1988. szeptember 2-án.